# گل‌اوواسی (یومورتالیک)
گل‌اوواسی (به ترکی استانبولی: Gölovası) یک منطقهٔ مسکونی در ترکیه است که در یومارتالیک واقع شده‌است.